# Tiro livre

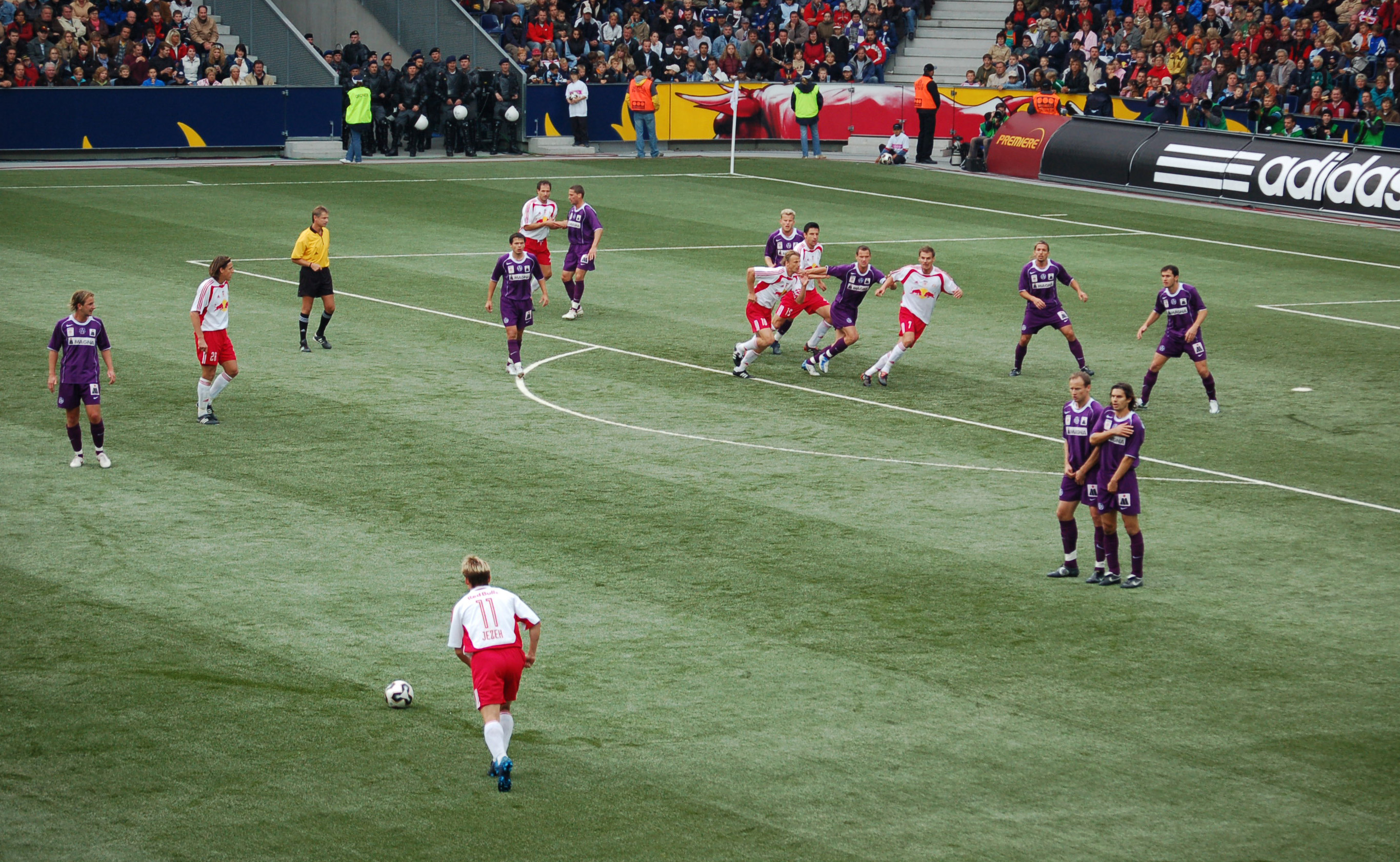
Um tiro livre direto.

Em futebol, um tiro livre é uma maneira de recolocar a bola em jogo depois de uma falta. A bola deverá estar imóvel quando é realizado o tiro e o executor não poderá tornar a jogar a bola antes de que esta tenha tocado em outro jogador. Num tiro livre se coloca uma barreira a 10 m de onde fica a bola, o número de jogadores que formam a barreira é o que o goleiro decide. O tiro livre direto é um lançamento direto à baliza da equipe adversária, a diferença de um tiro livre indireto é que o cobrador deve fazer um passe a outro jogador.
De acordo com o tipo de falta, o tiro será direto ou indireto. Por exemplo, caso um jogador passa a bola ao goleiro de sua equipe com o pé e este domina a bola com as mãos, será tiro livre indireto. Um chute em um jogador da equipe adversária, resultará em um tiro livre direto.
Entre os maiores cobradores de falta (tiro livre) do mundo, podemos citar: Cristiano Ronaldo, Roberto Carlos, Juninho Pernambucano, Andrea Pirlo, Lionel Messi, Ronaldinho, David Beckham, Zico, Marcelinho Carioca, Diego Maradona, Rogério Ceni, Zinedine Zidane, Steven Gerrard, Marcos Assunção e outros.
De acordo com um levantamento feito pelo site Goal.com, Marcelinho Carioca é o futebolista que mais marcou gols em cobranças de falta na história, com 101 tentos anotados desta forma. Já o levantamento feito pelo site Sportstar coloca Juninho Pernambucano como o jogador com mais gols em cobranças de falta na história, com 77 gols. 

## Cobrança da falta
De acordo com a Regra do Jogo, a bola deve estar parada e no chão, exatamente no local onde a infração foi cometida. Os oponentes devem estar a pelo menos 9,15 m (10 jardas) da bola até que ela esteja em jogo, a menos que estejam em sua própria linha de gol entre as traves. Se o tiro livre for cobrado de dentro da área de pênalti do time que chuta, os oponentes devem estar fora da área de pênalti.
Se a equipe defensora formar uma "parede" de três ou mais jogadores, todos os jogadores atacantes devem estar a pelo menos 1 m (1 jarda) da parede até que a bola esteja em jogo.
A bola entra em jogo assim que é chutada e se move claramente. É permitido ao cobrador levantar a bola com um pé, fazendo o movimento de concha (o futebolista inglês Matt Le Tissier se utilizou muito dessa artimanha, levantando a bola para que um companheiro chutasse a bola no ar diretamente para o gol), mas nunca com os dois pés simultaneamente, num movimento similar ao do drible Lambreta (isso foi incluído nas regras em 1970. À época, o futebolista inglês Willie Carr fez o movimento, lançando a bola para o alto, para o seu companheiro de time Ernie Hunt chutar para o gol. Esse lance ganho o prêmio de Gol do Ano da BBC em 1970). 
É legal fingir para cobrar um tiro livre para confundir os oponentes. (Isso distingue o tiro livre do pênalti, onde a paradinha é ilegal uma vez que a corrida foi concluída).
Um jogador pode ser penalizado por uma infração de impedimento de um tiro livre. Isso distingue o tiro livre da maioria dos outros métodos de reiniciar o jogo, dos quais não é possível para um jogador cometer uma infração de impedimento.

## Barreira
A barreira não existe na Regra do Jogo. A única coisa mencionada na regra é que "os adversários devem estar a 9,15 metros da bola até que a mesma entre em jogo". Por conta disso, a barreira não é um benefício concedido ao time infrator, mas uma necessidade reclamada por quem irá cobrar a falta. Com isso, o cobrador pode escolher cobrar a falta rapidamente, renunciando ao direito da barreira, e isentando o adversário de penalidade por posição irregular. Porém, caso ele exija a formação da barreira, ele terá que esperar a autorização do árbitro para colocar a bola em jogo novamente.